# Étaule
 Étaule  es una comuna y población de Francia, en la región de Borgoña, departamento de Yonne, en el distrito y cantón de Avallon.
Su población en el censo de 1999 era de 409 habitantes.
Está integrada en la Communauté de communes de l'Avallonnais .

## Demografía
| 298 | 327 | 298 | 335 | 393 | 409 |
| Para los censos de 1962 a 1999 la población legal corresponde a la población sin duplicidades (Fuente: INSEE [Consultar]) |     |     |     |     |     |